# گاوبو، گوانگدونگ
گاوبو، گوانگدونگ (به لاتین: Gaobu) یک شهرک در جمهوری خلق چین است که در دونگوان واقع شده‌است. گاوبو ۳۰ کیلومتر مربع مساحت و ۲۱۷٬۴۳۶ نفر جمعیت دارد.